# Флемінг Расмуссен
Флемінг Расмуссен (дан. Flemming Rasmussen, нар. 1 січня 1958, Копенгаген, Данія) – данський музичний продюсер і звукорежисер, власник студії звукозапису «Sweet Silence Studios» у Копенгагені.
Расмуссен відомий як продюсер треш-метал-гурту Metallica та найуспішнішого німецького power-метал гурту Blind Guardian в їхній класичний період. Він продюсував такі альбоми, як Ride the Lightning, Master of Puppets, …And Justice for All Металіки та Imaginations from the Other Side, The Forgotten Tales і Nightfall in Middle-Earth гурту Blind Guardian.
Лауреат престижної музичної премії «Греммі» за сингл «Metallica — One».
Зараз Расмуссен працює з більш екстремальними та андеграундними командами, як то «Morbid Angel» та «Ensiferum».